# Tagulabrillenvogel
Der Tagulabrillenvogel (Zosterops meeki) ist eine wenig erforschte Vogelart aus der Familie der Brillenvögel. Er ist endemisch auf der Insel Vanatinai (früher Tagula genannt) im Louisiade-Archipel. Das Artepitheton ehrt den britischen Vogel- und Insektensammler Albert Stewart Meek.

## Beschreibung
Der Tagula-Brillenvogel erreicht eine Länge von 10,5 Zentimetern. Der Kopf ist bis zur Mitte des Scheitels, unter den Augen und den Ohrendecken düster schwarz. Die Oberseite ist olivgrün. Bürzel und Oberschwanzdecken sind olivgelb. Es sind ein großer weißer Augenring und ein undeutlicher gelber Mundwinkelstreifen vorhanden. Unterseite und Unterflügeldecken sind einfarbig weiß mit einem leichten bräunlichen Anflug. Bauch und Unterschwanzdecken sind gelb. Der Schnabel ist schieferschwarz. Die Füße sind blaugrau und die Iris ist braun.

## Lebensraum und Lebensweise
Der Tagula-Brillenvogel bewohnt Tieflandregenwälder und Waldränder in Höhenlagen bis 300 m auf der Insel Vanatinai. Über seine Lebensweise ist kaum etwas bekannt.

## Status
Der Tagula-Brillenvogel ist aufgrund seiner heimlichen Lebensweise nur schwer auszumachen. Während einer zehntägigen Expedition am Mount Riu im Jahre 1992 konnte kein Exemplar beobachtet werden. Nach Angaben von Thane K. Pratt und David K. Mitchell waren 2004 Brillenvögel auf Vanatinai zu hören. In den Jahren 2012, 2013 und 2014 konnte der Ornithologe William Goulding Brillenvögel auf Vanatinai beobachten. 2014 beobachtete der britische Entomologe John Tennent einen einzelnen Brillenvogel bei Rambuso an der Nordküste von Vanatinai. Im Dezember 2016 gelang es David K. Mitchell und John Tennent den Tagula-Brillenvogel zu fotografieren.  Über die Hälfte des Waldes auf Vanatinai ist degradiert und gerodet. Da über seinen Populationsstatus nichts bekannt ist, wird er von der IUCN in die Kategorie: Unzureichende Datenlage (Data deficient) klassifiziert.